# Бюскеельвен
Бюскеельвен (швед. Byskeälven) — річка на північному сході Швеції. Довжина — 210 км, площа басейну — 3662 км². Бере початок з озера Вестра-Кіккеяуре (швед. Västra Kikkejaure), впадає у Ботнічну затоку Балтійського моря. Річка порожиста, утворює 14 сходистих водоспадів. Водопілля – у травні-червні. На річці побудовано ГЕС. Використовувалася для сплаву лісу. У гирлі лежить місто Бюске.    

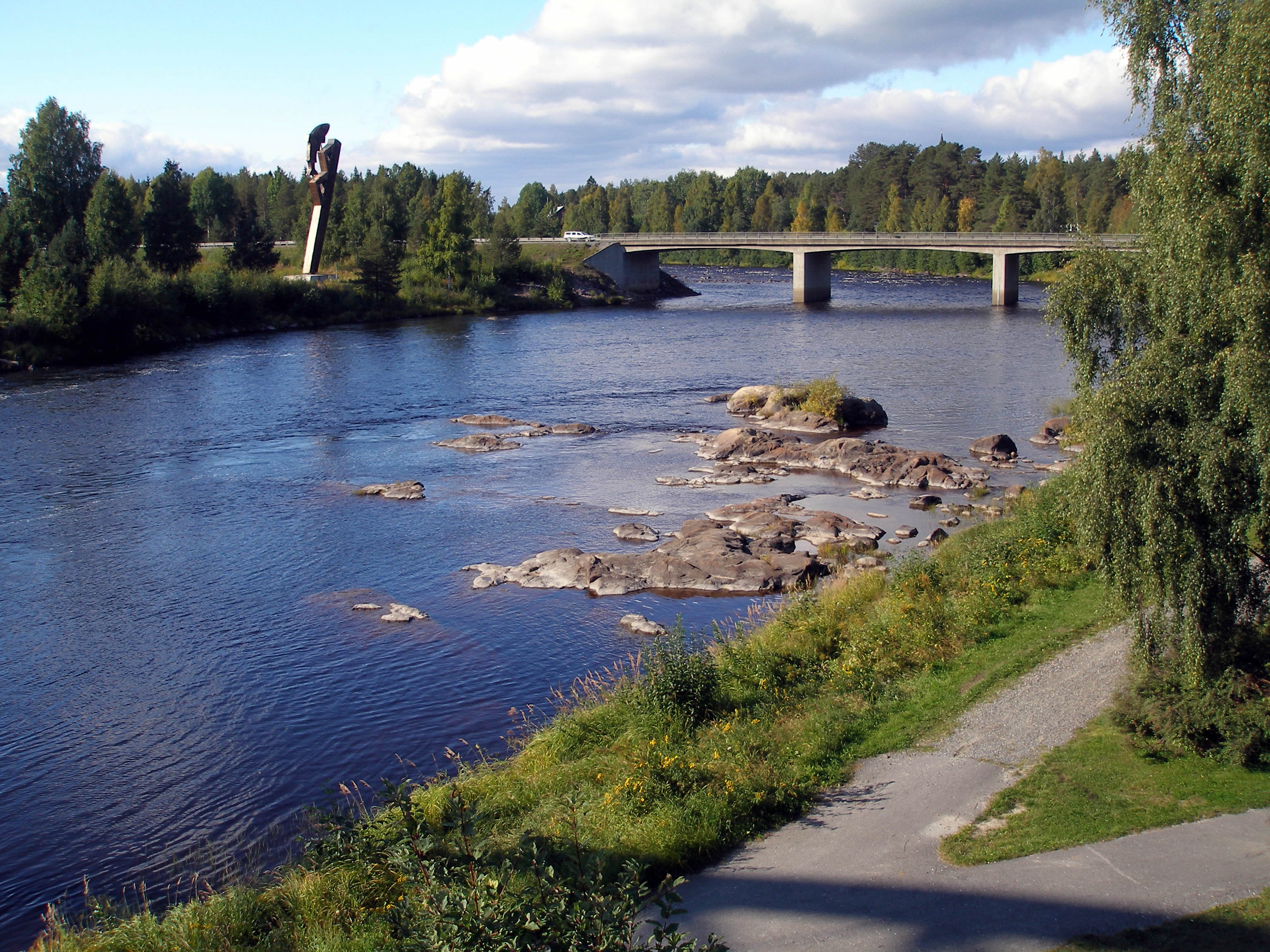
Міст через Бюскеельвен у місті Бюске. На лівому березі — скульптура лосося, яким багата річка.